# Fülöp Alajos
Fülöp Alajos (1831. szeptember 29. – 1902. február 23.) római katolikus pap.

## Élete
1855. szeptember 9-én szentelték miséző pappá.
Pályafutását Alvincen kezdte majd hosszú ideig teljesített plébánosi szolgálatot, többek közt Nagyernyén és Kiskapuson. 
Vallástanári és lelkipásztori működése mellett írással is foglalkozott. 1890-ben, nyugalomba vonulása után Maros-Torda vármegyébe Nagyernyébe költözött.
1902. február 23-án hunyt el, sírja a marosvásárhelyi római katolikus köztemetőben van.

## Művei
- Aksziomák gyűjteménye latin és magyar nyelven.
- Mithologia és reveláció, vagyis: a klasszikai hitrégészet valódi értelmének magyarázata.